# Clemens Gangl
Clemens Gangl (* 8. Oktober 1993 in Bregenz) ist ein österreichischer Handballspieler.
Gangl, der auf der Position des Kreisläufers spielt, machte seine ersten Schritte im professionellen Handball bei Alpla HC Hard. Dort durchlief er alle Jugendklassen bis zur Kampfmannschaft. Zur Saison 2013/14 schloss er sich dem österreichischen Rekordmeister Bregenz Handball an.
Mit Bregenz Handball schaffte Gangl mehrfach den Einzug ins Finale der Handball Liga Austria und des ÖHB-Cups. 2016 sicherte er sich mit Bregenz Handball den Supercup. Mit den Bregenzer lief er auch in der EHF European League, EHF-Cup und der EHF Champions League auf.
Zur Saison 2020/21 wechselte Gangl in die Schweiz zum TSV Fortitudo Gossau in die NLB. Nach einer Saison bei Gossau wurde er vom TSV St. Otmar St. Gallen in die NLA geholt und unterschrieb dort einen Zwei-Jahres-Vertrag.
Gangl zog es im Sommer 2023 zurück an den Bodensee, wo er sich dem HC Arbon zur Saison 2023/24 in der NLB anschloss.